# Моффетт, Уильям
Уильям Эджер Моффетт (англ. William Adger Moffett; 31 октября 1869 — 4 апреля 1933) — контр-адмирал ВМС США, участник Испано-американской войны, американской интервенции в ходе Мексиканской революции и Первой мировой войны. Главный пропонент использования аэростатов в ВМС США.

## Биография
Родился 31 октября 1869 года в Чарлстоне, штат Южная Каролина. Сын Джорджа Холла Моффетта (англ. George Hall Moffett) (1829—1875), начавшего свою военную карьеру рядовым в составе армии Конфедерации, но дослужившегося до звания капитана и получившего должность генерал-адъютанта. В 1890 году Уильям Моффетт окончил Военно-морскую академию США.
В ходе испано-американской войны 1898 года Моффетт был на борту корабля ВМС США «Чарльстон». Корабль, пересёкши Тихий океан, участвовал в захвате Гуама. Впоследствии «Чарльстон» прибыл в Филиппины (через месяц после победной для американских войск битвы в Манильской бухте) и поучаствовал в осаде и штурме Манилы, обстреливая позиции испанских войск с моря.
Коммандер Моффетт был капитаном корабля USS Chester, когда случился Инцидент в Тампико — одно из событий Мексиканской революции. В декабре 1915 года Моффетт получил медаль Почёта за управление кораблём в ходе смелой и опасной операции в 1914 году при Веракрусе, Мексика.
В Первую мировую войну он управлял Great Lakes Naval Training Center близ Чикаго, где организовал учебную программу для лётчиков. Впоследствии командуя линкором USS Mississippi в 1918—1921, поддержал создание звена разведывательных гидросамолётов на своём корабле.
Не будучи лётчиком, Моффетт известен как «Воздушный адмирал» (англ. "Air Admiral") за руководство Бюро аэронавтики, начиная со дня его создания в 1921 году. В этой роли он наблюдал развитие тактики использования морской авиации, ввод в строй первых авианосцев и налаживание связей с гражданскими производителями авиатехники. Являясь искушённым политиком, он лоббировал создание отдельной морской авиации в составе флота, вопреки желанию Уильяма Митчелла объединить все военные воздушные суда в создаваемых в то же время военно-воздушных силах. В этом отношении Моффетт сильно выиграл от своей дружбы с Франклином Рузвельтом, которого в 1913 году Вудро Вильсон назначил помощником морского министра США.
Моффетт был активным сторонником развития программы военных аэростатов (прежде всего дирижаблей), и погиб вместе с экипажем USS Akron, крупнейшего в мире на тот момент дирижабля, 4 апреля 1933 года после его крушения в штормовую погоду в Атлантическом океане неподалёку от побережья Нью-Джерси.
Похоронен на Арлингтонском национальном кладбище рядом со своей женой Жанеттой Уиттон Моффетт (1885—1958) и одним из трёх своих сыновей Уильямом Эджером Моффеттом-младшим (1910—2001), который тоже стал адмиралом.
В 2008 году Моффетт был введён в Национальный зал славы авиации в Дейтоне, штат Огайо.

## Награды
|  |  |  |  |
|  |  |  |  |
|  |  |  |  |
|  |  |  |  |

- Top — Naval Aviation Observer wings[англ.]
- 1st row — Медаль Почёта
- 2nd row — Медаль «За выдающуюся службу», Серебряная медаль за спасение жизни[англ.], Navy Spanish Campaign Medal[англ.]
- 3rd row — Navy Philippine Campaign Medal[англ.], Mexican Service Medal[англ.], Медаль Победы в Первой мировой войне

## Память
- USS Moffett (DD-362) — эсминец типа «Портер»;
- Федеральный аэродром Моффетт;
- Гора Моффетт[англ.] на острове Адак в составе Алеутских островов;
- Моффетту был посвящён марш Джона Сузы «Авиаторы».